# Lindy (entreprise)
 (avril 2012).
Si vous disposez d'ouvrages ou d'articles de référence ou si vous connaissez des sites web de qualité traitant du thème abordé ici, merci de compléter l'article en donnant les références utiles à sa vérifiabilité et en les liant à la section « Notes et références ».
Pour les articles homonymes, voir Lindy.
Lindy est un fabricant européen de connectique informatique et audio vidéo.
La filiale Lindy gère le réseau clientèle français, belge et luxembourgeois. Elle est implantée en France (Mundolsheim) depuis 1990.

## Historique
Société familiale, Lindy est née en 1932 à Breslau en Allemagne, dans un premier temps sous le nom de Lindenberg, patronyme du père fondateur. Cette entreprise a commencé son activité dans la fabrication et la vente de lampes à pétrole. En 1948, l’entreprise prend un nouveau tournant et oriente uniquement son savoir-faire vers les périphériques radiophoniques et autres appareils électroniques.
En 1974, l’entreprise raccourcit son nom et devient Lindy.
Dans les années 1980, alors que la 3e génération de Linderberg prend les rênes de l’entreprise, la stratégie de Lindy évolue avec des produits de plus en plus axés grand public tels que le KVM, les extendeurs et commutateurs intelligents. À cela s’ajoute une gamme de connectique informatique cuivre.
En 2012, Lindy propose plus de 3 000 produits allant du câble USB à la dernière génération de commutateurs KVM, aux accessoires HDTV les plus récents.

## Lindy, une entreprise multinationale
Au siège mondial et au centre de logistique européenne positionnés à Mannheim, s’est ajouté, dès le milieu des années 1980, un grand nombre de filiales implantées en Australie, en France, en Grande-Bretagne, en Italie, aux États-Unis, à Taïwan et en Suisse. La filiale internationale, située en Grande-Bretagne, a été mise en place afin de prendre en charge les clients internationaux du reste du monde (l’Afrique, l’Asie, l’Espagne, le Portugal, l’Europe de l’Est…).

## Dates clés de l’expansion de Lindy
- 1932 – ouverture de Lindy en Allemagne
- 1986 – ouverture de Lindy Italie
- 1987 – ouverture de Lindy Angleterre
- 1988 – ouverture de Lindy Suisse
- 1990 – ouverture de Lindy France
- 2002 – ouverture de la filiale internationale en Grande-Bretagne et d’un filiale en Irlande
- 2002 – ouverture de Lindy USA
- 2004 – ouverture de Lindy Australie
- 2010 – ouverture de Lindy Taïwan & Japon
- 2011 – ouverture de Lindy Chine